# Two Small Bodies
Two Small Bodies ist ein Erotik-Thriller aus dem Jahr 1993 con Beth Billingsly mit nur zwei Hauptdarstellern. Die beiden Rollen werden von Fred Ward und Suzy Amis gespielt. Der Film basiert auf dem amerikanischen Bühnenstück Two Small Bodies von Neal Bell aus dem Jahr 1977 und wurde 1994 beim Sundance Film Festival gezeigt.

## Handlung
Die alleinerziehende Eilen Maloney arbeitet als Nachtclubtänzerin. Eines Morgens kommt sie nach Hause und stellt fest, dass ihre Kinder verschwunden sind. Sie meldet sie als vermisst und zur Untersuchung des Falls erscheint Polizeileutnant Brann. Er verhört die junge Mutter recht aggressiv und vermutet, dass sie ihre Kinder getötet hat.
Brann besucht Maloney mehrmals, um mehr herauszufinden. Tagelang befragt er sie zu ihrem Lebensstil, ihren Kindern, ihrem Ex-Mann, Männern und Frauen in ihrem Umfeld und ihrem Leben im Allgemeinen. Er zwingt sie, ihre letzten Momente im Kinderzimmer nachzuspielen, in der Hoffnung, dass sie durch diese Konfrontation weitere Informationen preisgibt. Die Verhöre des Kriminalisten werden dabei immer aufdringlicher. Es entwickelt sich ein Kampf um Macht, Dominanz, Widerstand und Erfüllung. Dies steigert sich zu einem regelrechten Krieg in Worten, Gesten und Körpern, denn Maloney setzt ihre erotischen Reize ein, denen sich Brann nicht entziehen kann. Während ihres Kräftemessens, ändert sich das Kräfteverhältnis und das Spiel wird mit immer höheren Einsätzen ausgetragen.

## Hintergrund
Der Film basiert auf der wahren Geschichte des Todes der beiden Kinder von Alice Crimmins, die am 14. Juli 1965 als vermisst gemeldet und später tot aufgefunden wurden.

## Kritik
Die Beurteilung der Jury bei Sundance Film Festival 1994 ergab: „Beth B.s Adaption des Stücks von Neal Sell dürfte das Publikum polarisieren. Konfrontativ und nihilistisch erforscht es Beziehungen, untersucht, zeigt und entblößt nackte Annahmen über das Theater. Es ist nicht immer beruhigend, aber eine außergewöhnliche Reise.“ „Fred Ward und Suzy Amis sind mächtige Persönlichkeiten, die sowohl Stärke als auch Verletzlichkeit zeigen. Ihre Anziehung/Abstoßung ist sehr aufgeladen und explosiv erotisch.“